# هليل أوبنهايمر
هليل أوبنهايمر (بالعبرية: הלל אופנהיימר) (ولد باسم هاينتس راينهارت أوبنهايمر) (ولد في 4 أبريل 1899 – ومات في 15 يونيو 1971) عالم نبات إسرائيلي من أصل ألماني.
حصل على جائزة إسرائيل في مجال الزراعة في عام 1959.

## حياته
ولد هليل أوبنهايمر في برلين بألمانيا. وكان أبوه فرانتس أوبنهايمر عالم اجتماع واقتصاد سياسي. وبين عام 1917 و1922 درس علم النبات في جامعات برلين وفرانكفورت وفرايبورج في ألمانيا، وجامعة فيينا في النمسا، حيث حصل على درجة الدكتوراه.
وبدعوة من زيليغ سوسكين هاجر أوبنهايمر إلى فلسطين تحت الانتداب البريطاني في عام 1925، ولمدة أعوام انشغل بمحاولات تأسيس مستوطنات جديدة وتجفيف المستنقعات حول مدينة زخرون يعكوف.

## مسيرته الأكاديمية
في عام 1931 بدأ العمل كفسيولوجي في قسم النبات في الجامعة العبرية في القدس. وساهم في تأسيس كليات العلوم الطبيعية والزراعة في الجامعة، وكان أول محاضر بها في موضوعات التشريح وفسيولوجيا النبات. ومن عام 1933 إلى 1941 ترأس أوبنهايمر قسم الفسيولوجيا وعلم الوراثة في مركز البحث الزراعي في رحوفوت. ومن عام 1941 إلى 1953 ترأس قسم زراعة أشجار الحمضيات والبنات الزراعي، وعين بروفيسورا عام 1949. وعين في منصل عميد كلية الزراعة في الجامعة العبرية من عام 1953 إلى 1954.

## جوائز
- حصل على جائزة إسرائيل في مجال الزراعة عام 1959.[5]